# Vinho fortificado

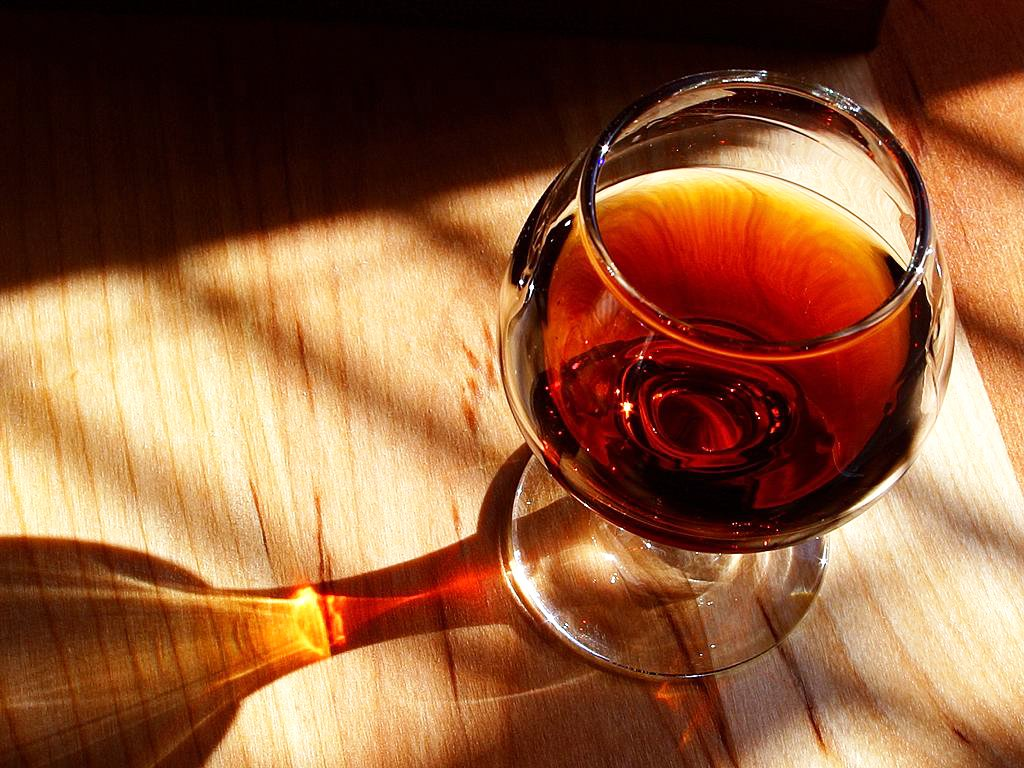
O vinho do Porto é um exemplo de vinho fortificado.

Vinho fortificado ou vinho aguardentado (Brasil) é um vinho ao qual uma bebida destilada (Conhaque, Armanhaque ou aguardente) foi adicionada de forma a parar a fermentação do mesmo. Diversos tipos de vinho fortificado foram desenvolvidos ao longo da história, entre eles o Vinho do Porto, xerez, Vinho Madeira, Vinho Marsala, Dubonnet, Commandaria, Moscatel de Setúbal, Mistelle, Vins doux naturels, e o vermute.

## Ver Também
- Vermute
- Jeropiga